# Wołodymyr Bławacki
Wołodymyr Iwanowycz Bławacki, ukr. Володимир Іванович Блавацький (ur. w 1900 roku w Kosowie, zm. 8 stycznia 1953 roku w Filadelfii) – ukraiński aktor i reżyser teatralny, emigrant
Urodził się pod nazwiskiem Tracz. W wieku 19 lat rozpoczął występy aktorskie w teatrze „Ruśka besida”. Na początku lat 20. występował z trupami Ołeksandra Zacharowa, Josypa Stadnyka i W. Demczyszyna, później został reżyserem Teatru Ludowego we Lwowie. W latach 1927–1928 był aktorem charkowskiego Teatru Berezil Łesia Kurbasa. Potem był kierownikiem Teatru im. Iwana Tobiłewycza. W 1933 roku założył młodzieżowy teatr „Zahrawa”. W 1938 roku objął Teatr im. Iwana Kotlarewskiego (od października 1939 roku Teatr im. Łesi Ukrainki). Po zajęciu Lwowa przez wojska niemieckie latem 1941 roku utworzył lwowski Teatr Operowy. W 1944 roku ewakuował się do III Rzeszy. Po zakończeniu wojny występował do 1949 roku w Zespole Aktorów Ukraińskich. W 1949 roku wyemigrował do USA.